# Mira me bebè
«Mira me bebè» (с исп. — «Посмотри на меня, детка») — сингл российского дуэта Джаро & Ханзы и российской телеведущей и певицы Ольги Бузовой, выпущенный 28 июля 2020 на лейблах А+, Archer Music и Студия Союз. Сингл стал первой коллаборацией между Джаро & Ханза и Ольгой Бузовой.
Вскоре после выхода сингла вышло видео, где Джаро & Ханза и Ольга Бузова танцуют под трек.

## Видеоклип
Вот он мой новый клип, точнее, целый мини-фильм на трек Mira me bebè. Мы с парнями Джаро и Ханза устроили настоящий экшен в лучших голливудских традициях.Ольга Бузова
Релиз видеоклипа на трек состоялся 18 августа на официальном YouTube-канале Ольги Бузовой. В клипе, снятом в стиле американских боевиков, Джаро попадает в тюрьму, а Ольга Бузова, играющая его супругу, пытается вызволить его. На помощь приходит Ханза в роли старшего брата Джаро. Менее чем за день музыкальное видео собрало более миллиона просмотров.
Режиссёром видео стал Алексей Голубев. Он ранее работал с Полиной Гагариной, Артуром Пирожковым, Димой Биланом и другими популярными артистами.

## Чарты
| Чарт (2020)            | Высшая позиция |
| ---------------------- | -------------- |
| Россия (iTunes)        | 230            |
| Россия (Apple Music)   | 53             |
| Россия (YouTube Music) | 3              |